# Human Rights Campaign

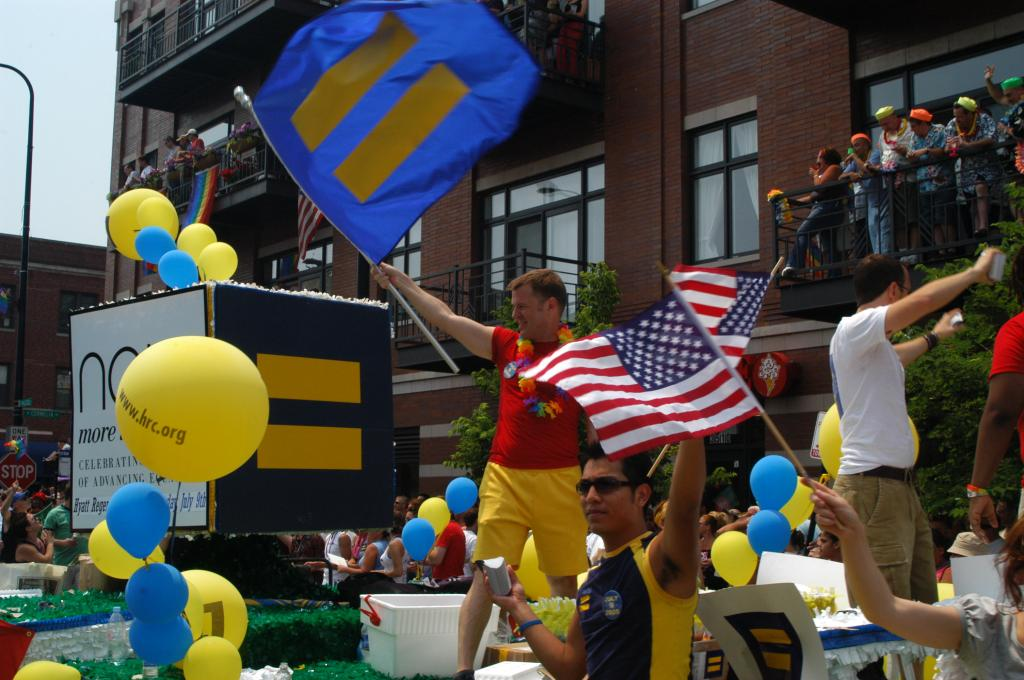
Flagi z logo HRC na Chicago Gay Pride w 2005 roku.

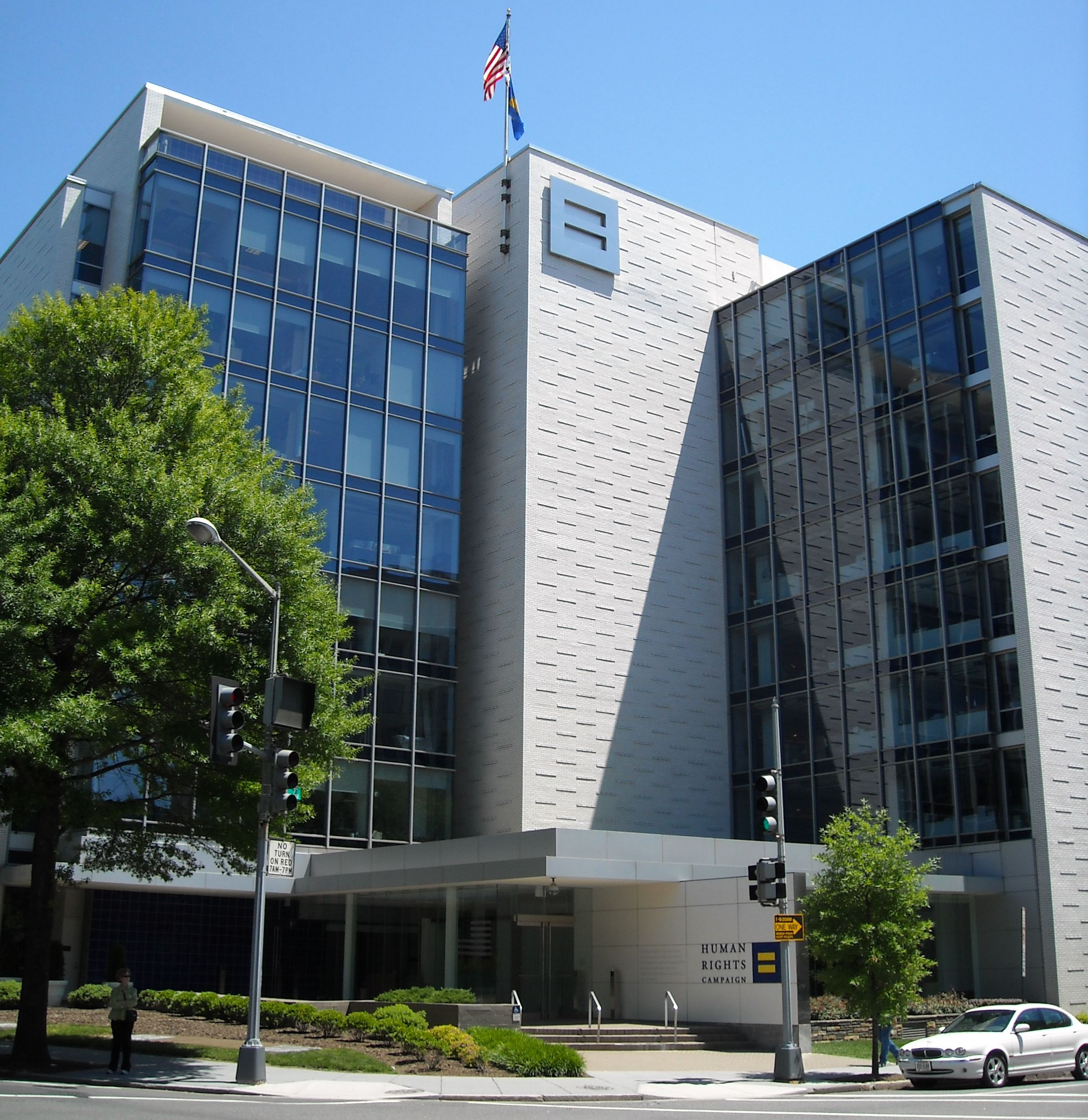
Siedziba zarządu HRC w Waszyngtonie.

Human Rights Campaign (HRC) – największa grupa interesu oraz political action committee osób LGBT w Stanach Zjednoczonych. Według jej szacunków, posiada ponad 725 000 członków i osób wspierających, choć ta liczba jest kwestionowana. Jak stanowi statut organizacji, "HRC wyobraża sobie Amerykę, gdzie geje, lesbijki, osoby biseksualne i transpłciowe maja zapewnioną równość i przyjmowani są jako pełnoprawni członkowie amerykańskiej rodziny w domu, pracy i każdej społeczności".
HRC zachęca Kongres Stanów Zjednoczonych, aby ten przyjmował korzystne dla LGBT ustawy, dofinansowuje polityków wspierających społeczność LGBT, stymuluje tworzenie lobby zorganizowanych obywateli pośród własnych członków oraz mobilizuje ich do głosowania w wyborach. Organizacja głównie wspiera polityków Partii Demokratycznej, ale także kilku umiarkowanych Republikanów.
HRC została założona w 1980 roku przez Steave'a Endeana, aby zbierać fundusze dla wspierających LGBT kandydatów do Kongresu Stanów Zjednoczonych. Jej prezydentem jest obecnie Joe Solmonese.
HRC od 2002 roku corocznie wydaje raport Corporate Equality Index.